# Sandro Gaycken

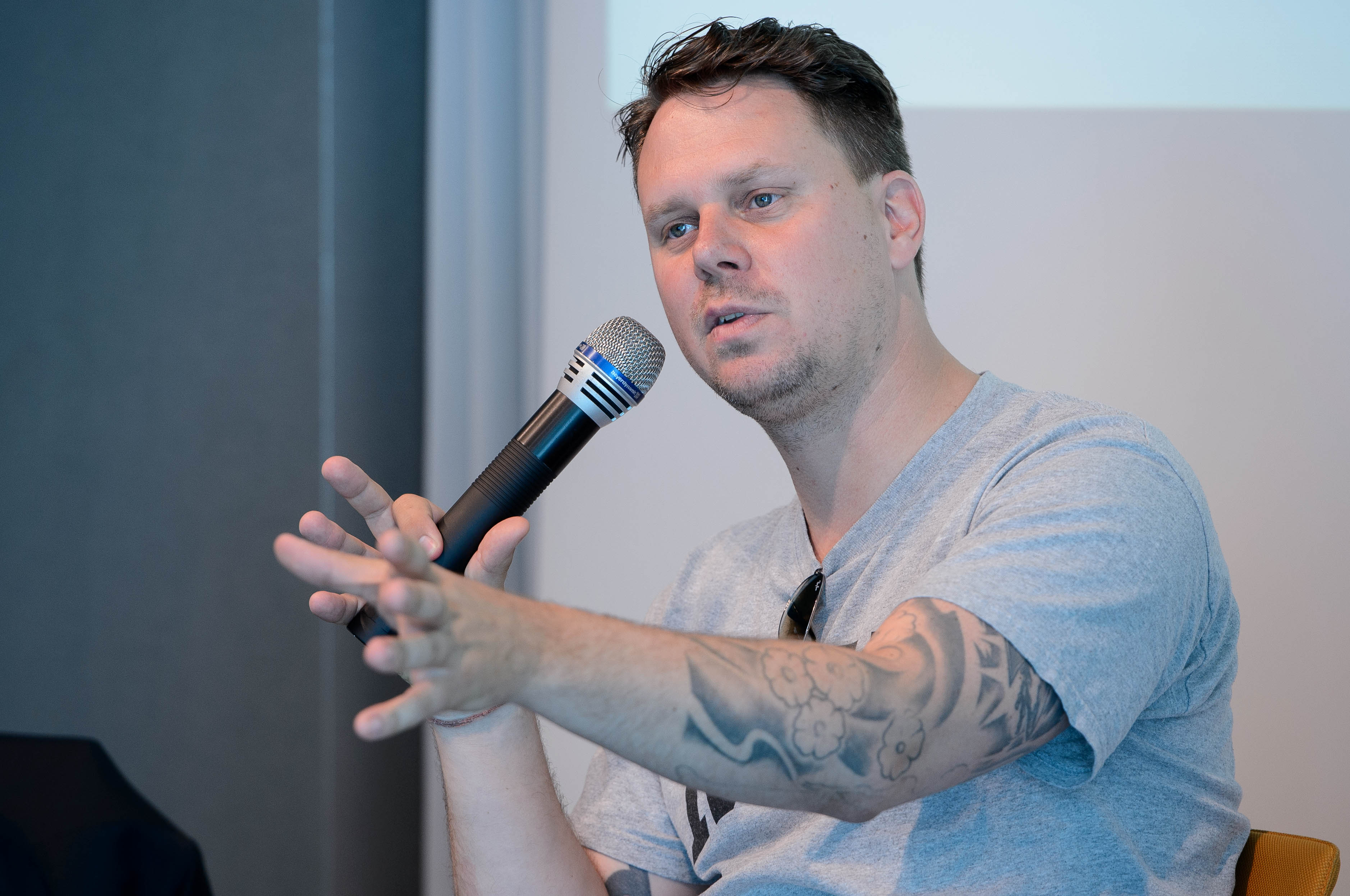
Sandro Gaycken (2013)

Sandro Gaycken (* 30. November 1973 in Köln) ist ein deutscher Autor, Cyberkrieg-Experte, Unternehmer und Unternehmensberater in der Rüstungsindustrie und Ehemaliger im Chaos Computer Club.

## Leben
Sandro Gaycken hat an der Humboldt-Universität zu Berlin einen M.A. in den Fächern Philosophie und Physik erworben. Im Jahr 2008 promovierte er beim Wissenschaftsphilosophen Martin Carrier am Institut für Wissenschafts- und Technikforschung der Universität Bielefeld mit der Arbeit Technisches Wissen – Philosophische Untersuchungen, die unter dem Titel Technisches Wissen: Denken im Dienste des Handelns 2010 veröffentlicht wurde.
Gaycken, ein ehemaliger Aktivist im Chaos Computer Club, ist Direktor des mit Unterstützung der deutschen Industrie gegründeten Digital Society Institute an der European School of Management and Technology. Er berät DAX-Konzerne, die Bundesregierung sowie die NATO in Fragen der IT, des Cyberkrieges und der Geheimhaltung, ist regelmäßig Sprecher auf internationalen Sicherheitskonferenzen und publiziert Gastbeiträge und Interviews, etwa in der FAZ, der Zeit, Forbes und Wired.
Gaycken hat mehr als 60 Artikel und fünf Monographien zu seinen Themen veröffentlicht, darunter drei Monographien zur strategischen Cyberkriegsführung, schreibt regelmäßig Op-Eds in Zeitungen und ist Autor offizieller Regierungspublikationen. Er ist Fellow des Martin College der University of Oxford in der Arbeitsgruppe für Cyberdefence und Cyberintelligenz, Research Director des „Programme Transverse Sécurité Défense, Sec. Cybersecurity“ an der französischen Universität CNAM und Mitglied des Programmkomitees der jährlichen Harvard-MIT-Konferenzreihe zu Cyber-Normen.
In der Vergangenheit war Sandro Gaycken als Stratege am ersten Entwurf einer deutschen Außen- und Sicherheitspolitik in IT-Fragen beteiligt. Er war federführend bei der Ausarbeitung des Teils „Internetfreiheit“ und des Teils „Cybersecurity/Cyberdefence“, definierte erste Vorschläge für eine deutsche Cyber-Außenpolitik, organisierte die erste Cyberdiplomacy-Konferenz des Auswärtigen Amtes und war federführend bei der ersten Rede eines deutschen Außenministers zu Internetfragen. Er diente auch als Kommentator für die deutsche Position in der Arbeit der UN GGE zu internationaler Cybersicherheit und sprach vor der ersten Sitzung der UNO-Generalversammlung zu Cyberpeace in New York. Er sagte als Sachverständiger in verschiedenen Anhörungen im Bundestag und einer Reihe von Ministerien aus, leitet NATO SPS Projekte und berät strategisch die NATO, UNO, EU, IAEA und einige andere Regierungen und initiierte Regierungsarbeitsgruppen im Deutschen Bundestag.
Er war zudem Teil des Weißbuch-Prozesses des deutschen Verteidigungsministeriums, trat mit Verteidigungsministerin Ursula von der Leyen beim „Tag der CDU“ während des CDU-Wahlkampfes auf, und war der Moderator der ressortübergreifenden Dialoge zwischen dem deutschen Verteidigungsministerium und dem Innenministerium. Sandro Gaycken war außerdem maßgeblich am Zustandekommen des deutsch-chinesischen „No-Spy“-Abkommens zwischen Bundeskanzlerin Angela Merkel und dem chinesischen Premier beteiligt.
Neben seinem Regierungsengagement berät Gaycken große Unternehmen in den Bereichen IT, IT-Sec und Verteidigung auf Vorstandsebene und konzipierte und gründete selbst vier Firmen im Feld militärische Cybersicherheit.

## Werke (Auswahl)
- Technisches Wissen: Denken im Dienste des Handelns. LIT Verl, Berlin 2010
- 1984.exe : gesellschaftliche, politische und juristische Aspekte moderner Überwachungstechnologien (= Science studies). 2., unveränd.  Auflage. transcript-Verl., Bielefeld 2009, ISBN 978-3-89942-766-0. (Als Hrsg. zus. mit Constanze Kurz)
- Jenseits von 1984 : Datenschutz und Überwachung in der fortgeschrittenen Informationsgesellschaft ; eine Versachlichung (= Kultur- und Medientheorie). Transcript-Verl., Bielefeld 2013, ISBN 3-8376-2003-4. (Als Hrsg.)
- Neue Utopien. Manutius Verlag. Heidelberg 2009 (als Hrsg. zus. mit Rolf Steltemeier, Sascha Dickel u. Tobias Knobloch)
- The Secure Information Society. Springer Science. Berlin 2013 (als Hrsg. zus. mit Jörg Krüger u. Bertram Nickolay)
- Cyberwar : das Wettrüsten hat längst begonnen; vom digitalen Angriff zum realen Ausnahmezustand (= Goldmann ; 15710). Orig.-Ausg., 1.  Auflage. Goldmann, München 2012, ISBN 978-3-442-15710-5.
- Cyberwar : das Internet als Kriegsschauplatz (= Changes). Open Source Press, München 2011, ISBN 978-3-941841-23-9.